# 渡辺栄 (剣道家)
渡辺 栄（わたなべ さかえ、1877年〈明治10年〉 - 1958年〈昭和33年〉）は、日本の剣道家（直清流）。大日本武徳会剣道範士。昭和天覧試合に2回出場した。

## 経歴
香川県丸亀市に生まれる。1906年（明治39年）から1909年（明治42年）まで大日本武徳会本部で剣道を修行する。
1929年（昭和4年）、御大礼記念天覧武道大会指定選士の部に出場。古賀恒吉、富田長太郎、島谷八十八とリーグを戦い、1勝2敗で敗退する。
1932年（昭和7年）、大日本武徳会から剣道範士号を授与される。
1940年（昭和15年）、紀元二千六百年奉祝天覧武道大会特選試合（模範試合）に出場し、植田平太郎との試合を披露した。